# 道端史帆
道端 史帆（みちばた しほ、1991年7月29日 - ）は、中京圏を拠点に活動するファッションモデル。アリス・イン・ワンダーランド所属。三重県鈴鹿市出身。高田高等学校出身、金城学院大学卒業。

## 出演

### テレビ番組
- とってもワクドキ!（三重テレビ） - 料理コーナー担当リポーター[2]
- LINE

### CM
- 日産自動車[3]
- レクスト（グランドティアラ)
- 喜多の湯

### スチール
- 中日ドラゴンズ
- 名鉄ドローンアカデミー
- MTG
- ホシザキ
- オークラホーム
- ソニー
- 蒲郡クラシックホテル
- 刈谷ハイウェイオアシス
- 愛知県国際展示場

### 主な雑誌
- 東海ウォーカー